# UCI Oceania Tour 2015
El UCI Oceania Tour 2015 fue la undécima edición del calendario ciclístico internacional de Oceanía. Se inició el 28 de enero en Nueva Zelanda con el New Zealand Cycle Classic, y terminó el 28 de febrero con The REV Classic igualmente en Nueva Zelanda. También hicieron parte, las carreras en ruta y contrarreloj para élite y la contrarreloj sub-23 del Campeonato Oceánico de Ciclismo en Ruta.
El ganador fue el neozenadés Taylor Gunman tras proclamarse campeón de Oceanía y ganar la New Zealand Cycle Classic. Por equipos el triunfo fue para el Avanti Racing Team. Las clasificaciones por países aún están en disputa y se cerrarán a final de año cuando finalicen el resto de los circuitos continentales.

## Equipos
Los equipos que pudieron participar en las diferentes carreras dependieron de la categoría de las mismas.
| Categoría      | Categoría                       | Equipos |
| -------------- | ------------------------------- | --- |
| .HC            | 1.HC (Carrera de un día)        | * ProTeam (max 65%) * Profesionales Continentales * Continentales * Selecciones nacionales                 |
| .HC            | 2.HC (Carrera de varios días)   | * ProTeam (max 65%) * Profesionales Continentales * Continentales * Selecciones nacionales                 |
| .1             | 1.1 (Carrera de un día)         | * ProTeam (max 50%) * Profesionales Continentales * Continentales * Selecciones nacionales                 |
| .1             | 2.1 (Carrera de varios días)    | * ProTeam (max 50%) * Profesionales Continentales * Continentales * Selecciones nacionales                 |
| .2             | 1.2 (Carrera de un día)         | * Profesionales Continentales * Continentales * Selecciones nacionales * Selecciones regionales * Amateurs |
| .2             | 2.2 (Carrera de varios días)    | * Profesionales Continentales * Continentales * Selecciones nacionales * Selecciones regionales * Amateurs |
| .Ncup (sub-23) | 1.Ncup (Carrera de un día)      | * Selecciones nacionales * Selecciones mixtas                                                              |
| .Ncup (sub-23) | 2.Ncup (Carrera de varios días) | * Selecciones nacionales * Selecciones mixtas                                                              |

## Calendario
Las siguientes son las carreras que componen el calendario UCI Oceania Tour aprobado por la UCI

### Enero
| Fecha | Carrera                   | Cat. | Ganador       | Equipo del ganador |
| ----- | ------------------------- | ---- | ------------- | ------------------ |
| 28-1  | New Zealand Cycle Classic | 2.2  | Taylor Gunman | Avanti Racing      |

### Febrero
| Fecha  | Carrera                                 | Cat. | Ganador         | Equipo del ganador |
| ------ | --------------------------------------- | ---- | --------------- | ------------------ |
| 1      | Cadel Evans Great Ocean Road Race       | 1.1  | Gianni Meersman | Etixx-Quick Step   |
| 4 al 8 | Herald Sun Tour                         | 2.1  | Cameron Meyer   | Orica GreenEDGE    |
| 13     | Campeonato Oceánico Contrarreloj sub-23 | CC   | Harry Carpenter |                    |
| 13     | Campeonato Oceánico Contrarreloj        | CC   | Michael Hepburn | Orica GreenEDGE    |
| 15     | Campeonato Oceánico en Ruta             | CC   | Taylor Gunman   | Avanti Racing      |
| 28     | The REV Classic                         | 1.2  | Patrick Bevin   | Avanti Racing      |

## Clasificaciones
- Nota: Las clasificaciones individual y por equipos son las finales, ya que se cumplió el calendario.

### Individual
La integran todos los ciclistas que logren puntos pudiendo pertenecer tanto a equipos amateurs como profesionales, excepto los ciclistas de equipos UCI ProTeam.
| Posición | Ciclista           | Puntos |
| -------- | ------------------ | ------ |
| 1.º      | Taylor Gunman      | 152    |
| 2.º      | Patrick Bevin      | 135    |
| 3.º      | Joseph Cooper      | 100    |
| 4.º      | Jordan Kerby       | 74     |
| 5.º      | Jason Christie     | 72     |
| 6.º      | Thomas Davison     | 46     |
| 7.º      | James Oram         | 46     |
| 8.º      | Daniel Barry       | 44     |
| 9.º      | Samuel Horgan      | 30     |
| 10.º     | Neil Van der Ploeg | 29     |

| 11.º | Cameron Wurf     | 28 |
| 12.º | William Clarke   | 28 |
| 13.º | David Edwards    | 25 |
| 14.º | Craig Evers      | 22 |
| 15.º | Dion Smith       | 20 |
| 16.º | Robert Power     | 20 |
| 17.º | Steele Von Hoff  | 19 |
| 18.º | Brendan Canty    | 17 |
| 19.º | Harry Carpenter  | 16 |
| 20.º | Michael Torckler | 16 |

### Equipos
Sólo reservada para equipos profesionales de categoría Profesional Continental (2ª categoría) y Continental (3ª categoría), quedando excluidos tanto los UCI ProTeam como los amateurs. Se confecciona con la sumatoria de puntos que obtenga un equipo con sus 8 mejores corredores en la clasificación individual. La clasificación también la integran equipos que no estén registrados en el continente.
| Posición | Equipo              | Puntos |
| -------- | ------------------- | ------ |
| 1.º      | Avanti              | 546    |
| 2.º      | Drapac              | 155    |
| 3.º      | Budget Forklifts    | 142    |
| 4.º      | Axeon               | 46     |
| 5.º      | Charter Mason-Giant | 25     |

| 6.º  | Data #3 Symantec-Skody | 22 |
| 7.º  | Hincapie Racing        | 20 |
| 8.°  | NFTO                   | 19 |
| 9.º  | MTN Qhubeka            | 14 |
| 10.º | UnitedHealthcare       | 14 |

### Países
Se confecciona mediante los puntos de los 10 mejores ciclistas de un país, no sólo los que logren en éste Circuito Continental, sino también los logrados en todos los circuitos. E incluso si un corredor de un país de este circuito, sólo logra puntos en otro circuito (Europa, Asia, África, América), sus puntos van a esta clasificación. Al igual que en la clasificación individual, los ciclistas pueden pertenecer tanto a equipos amateurs como profesionales, excepto los ciclistas de equipos UCI ProTeam.
| Posición | País          | Puntos |
| -------- | ------------- | ------ |
| 1.º      | Nueva Zelanda | 861    |
| 2.º      | Australia     | 430,5  |

### Países sub-23
| Posición | País          | Puntos |
| -------- | ------------- | ------ |
| 1.º      | Nueva Zelanda | 200    |
| 2.º      | Australia     | 177,5  |